# Велика Житомирська вулиця
Вели́ка Жито́мирська ву́лиця — вулиця в Шевченківському районі міста Києва, місцевість Старий Київ. Пролягає від Михайлівської площі до Львівської площі.
Прилучаються вулиці Володимирська, Стрілецька, Олеся Гончара, Стрітенська та Рейтарська.

## Історія
Одна з найдавніших вулиць Києва. Виникла ще в ХІ столітті на шляху до Житомира. Перетинала Старе місто, простягаючись від Софійських (Батиєвих) воріт до (Жидівських) Львівських воріт. У XV–XVIII століттях разом із сучасною вулицею Січових Стрільців мала назву Львівська, на плані міста 1803 року, складеному архітектором Андрієм Меленським, також зазначена під цією назвою.
На початку XIX століття отримала назву Житомирська, складалася з двох частин: нижньої — від Печерської (Лядської) брами до Михайлівської площі та верхньої — до колишньої Львівської брами, у середині ХІХ століття вулиця простягалася вже до нинішньої Лук'янівської площі. У 1869 році Житомирську вулицю було розділено, її частина від Львівської до Лук'янівської площі отримала назву Львівська (нині — вулиця Січових Стрільців). У 1870-ті роки нижня та верхня частини вулиці отримали назви Малої та Великої Житомирської відповідно (фактично ж вулицю було «роз'єднано» 1857 року після завершення спорудження будівлі Присутствених місць). При цьому до складу Великої Житомирської вулиці увійшов квартал від Михайлівської площі до Володимирської вулиці, який із другої половини 1830-х років мав назву Золотоустівський провулок (назва походила від дерев'яної церкви Іоана Золотоуста, що була тут до 1875 року).
1919 року отримала назву вулиця Горовиця (вулиця Горвиця), на честь революціонера, одного з керівників Січневого повстання 1918 року Олександра Горвиця. Під час окупації міста в 1941–1943 роках використовувалася назва Велика Житомирська вулиця. Сучасну назву відновлено у 1944 році.
Повністю оформилася у другій половині ХІХ — на початку ХХ ст. На той час на вулиці не було готелів, умебльованих кімнат, на ній орендували квартири представники переважно вільних професій — лікарі, вчені, адвокати, художники. Там також мешкали члени Київського окружного суду, викладачі реального, музичного, художнього училищ. Священники та викладачі Київської духовної академії теж мали садиби на вулиці. У 1861 році віднесена до вулиць 1-го розряду, на ній дозволялося споруджувати лише кам'яні будинки висотою не менш ніж у два поверхи. У другій половині ХІХ ст. забудова вулиці була здебільшого дво- і триповерховою, а вже на початку ХХ ст. виникають шести- і семиповерхові будинки.

## Установи та заклади
- № 2 — Дипломатична академія України
- № 2а — Готель «Інтерконтиненталь»
- № 4 — Бібліотека ім. Лесі Українки
- № 6 — Старокиївська аптека (діє з 1871 року і є найстарішою безперервно діючою аптекою міста)
- № 9 — Міністерство розвитку громад, територій та інфраструктури України
- № 20в — Бізнес-центр «Панорама»
- № 26в — Дитяча музична школа № 8
- № 33 — Торгово-промислова палата України
- № 40 — Кінотеатр «Ліра» (діє з 1913 року, у 1937–2016 роках мав назву «Кінотеатр імені Чапаєва».)

## Пам'ятки історії та архітектури
- № 2 — колишнє реальне училище (1861), архітектор Олександр Беретті
- № 4 — житловий будинок, де мешкали видатні діячі культури (1857; 1883; 1895).
- № 6 і 6а — колишній прибутковий будинок і флігель (1911—1913).
- № 6/11 — будинок зі Старокиївською аптекою (2-а пол. XIX ст.)
- № 8/14 — будинок Якова Файбишенка (1909), архітектор Віталій Моцок
- № 8а — колишній прибутковий будинок (1908), архітектор Михайло Бобрусов
- № 8б — колишній прибутковий будинок (1904), архітектор Йосип Зекцер
- № 9  — будинок колишнього Релігійно-просвітницького товариства (1903), архітектор Євген Єрмаков
- № 10 — колишній прибутковий будинок судді Мацнєва (1909), архітектор Володимир Ніколаєв
- № 12 — колишній прибутковий будинок (1904), архітектор Олександр Кривошеєв
- № 15/1 — будинок причту Софійського собору (1890), архітектор Микола Казанський
- № 17/2 — «Будинок лікаря» (1930), архітектор Павло Альошин
- № 23 — «Будинок із левами» (1911), архітектор Мартин Клуг
- № 24 — Прибутковий будинок купця Семена Горенка (1910), архітектор Андрій-Фердінанд Краусс
- № 25/2 — колишній прибутковий будинок (1909), архітектор Іван Бєляєв
- № 28 — особняк (1890-ті), архітектор Іполит Ніколаєв
- № 32 — «будинок зі зміями» (1911)
- № 38 — житловий будинок (1899), архітектор Володимир Ніколаєв
- № 40 — прибутковий будинок (1912)
- а також будинки № 3, 8/14, 13, 15, 16, 16а, 18, 19, 20а, 21, 26, 29, 30, 31, 34 — споруджені на межі XIX–ХХ ст.

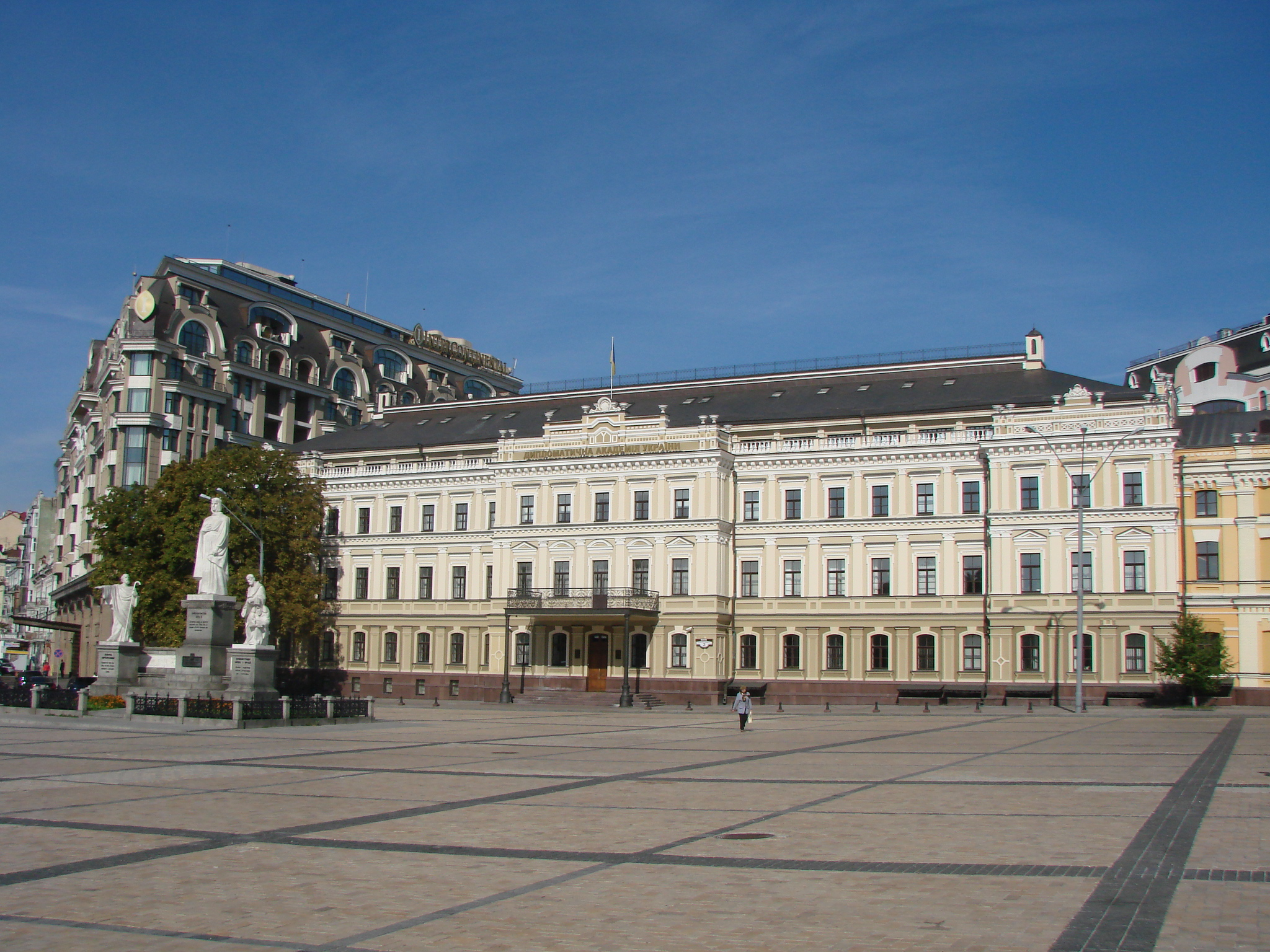
Будинок № 2
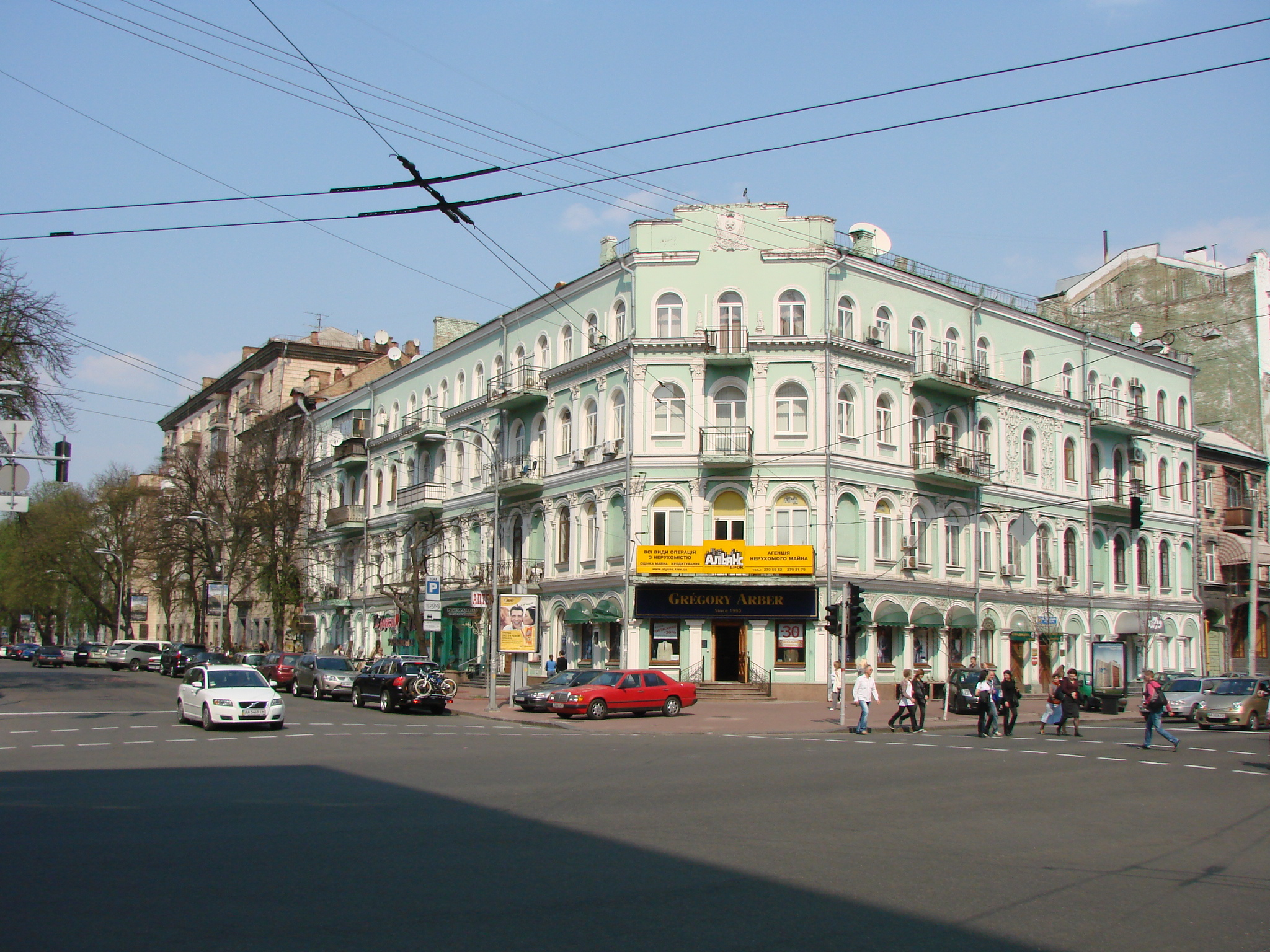
Будинок № 6/11
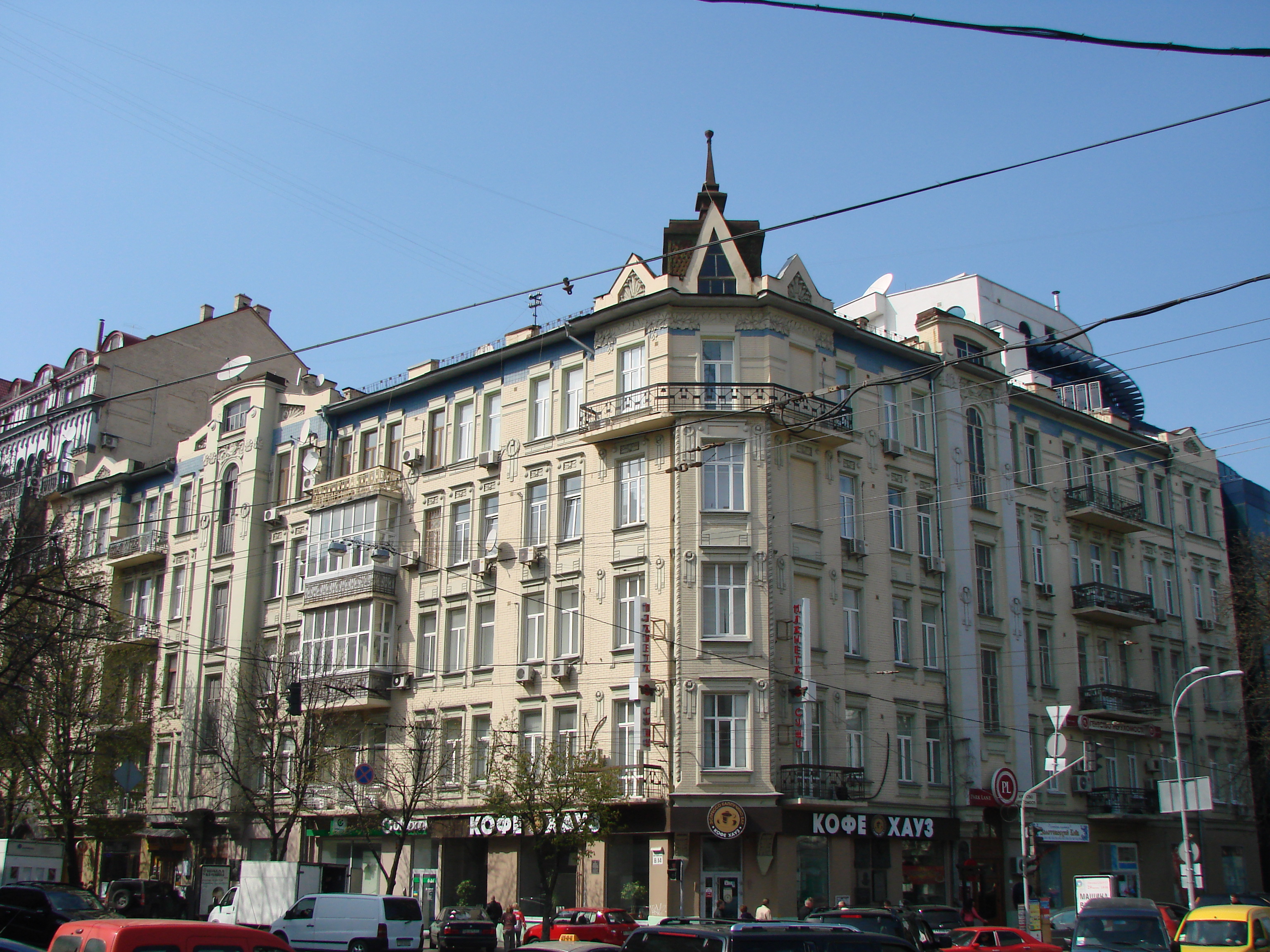
Будинок № 8/14 (Будинок Якова Файбишенка)
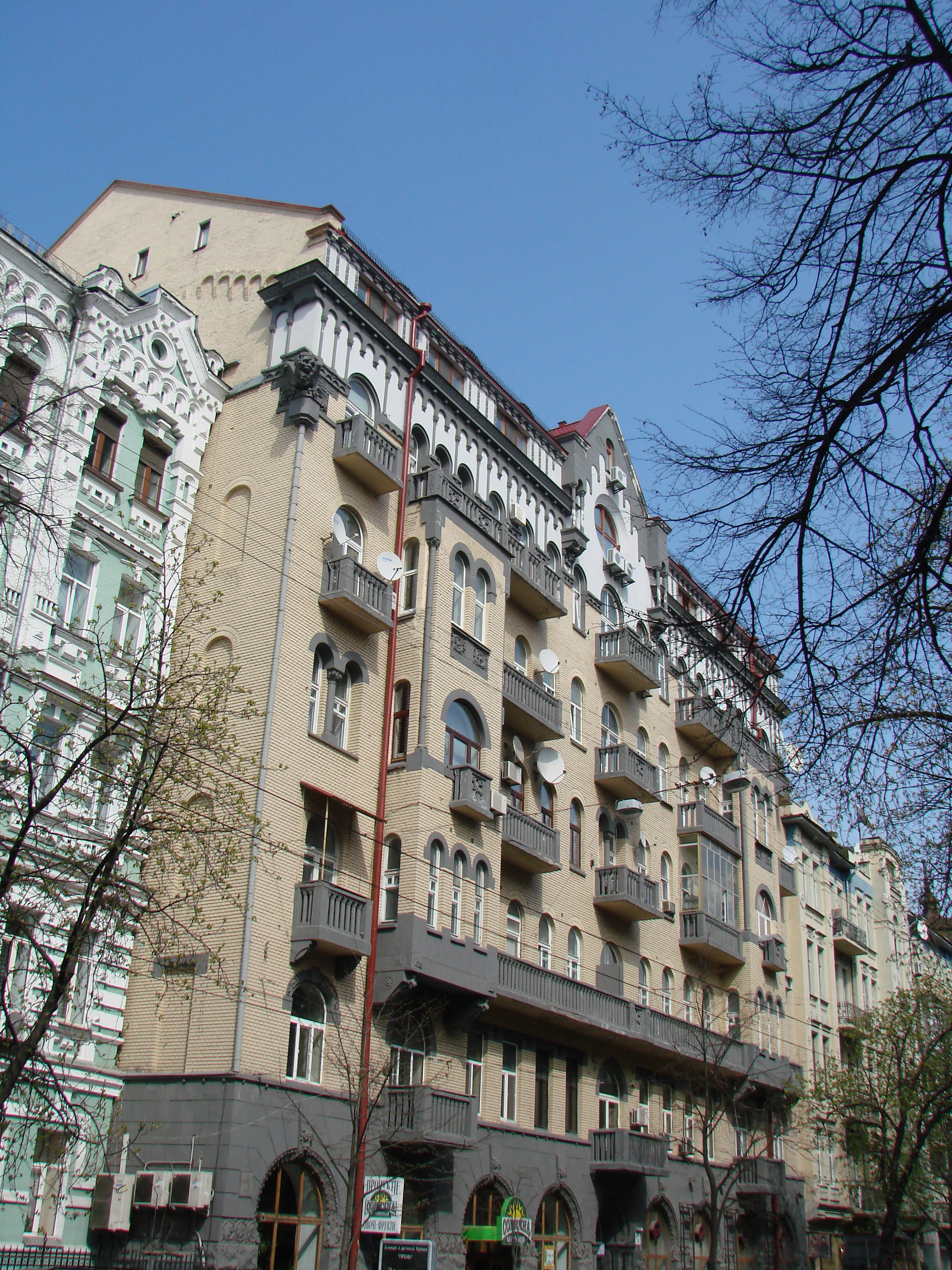
Будинок № 8а
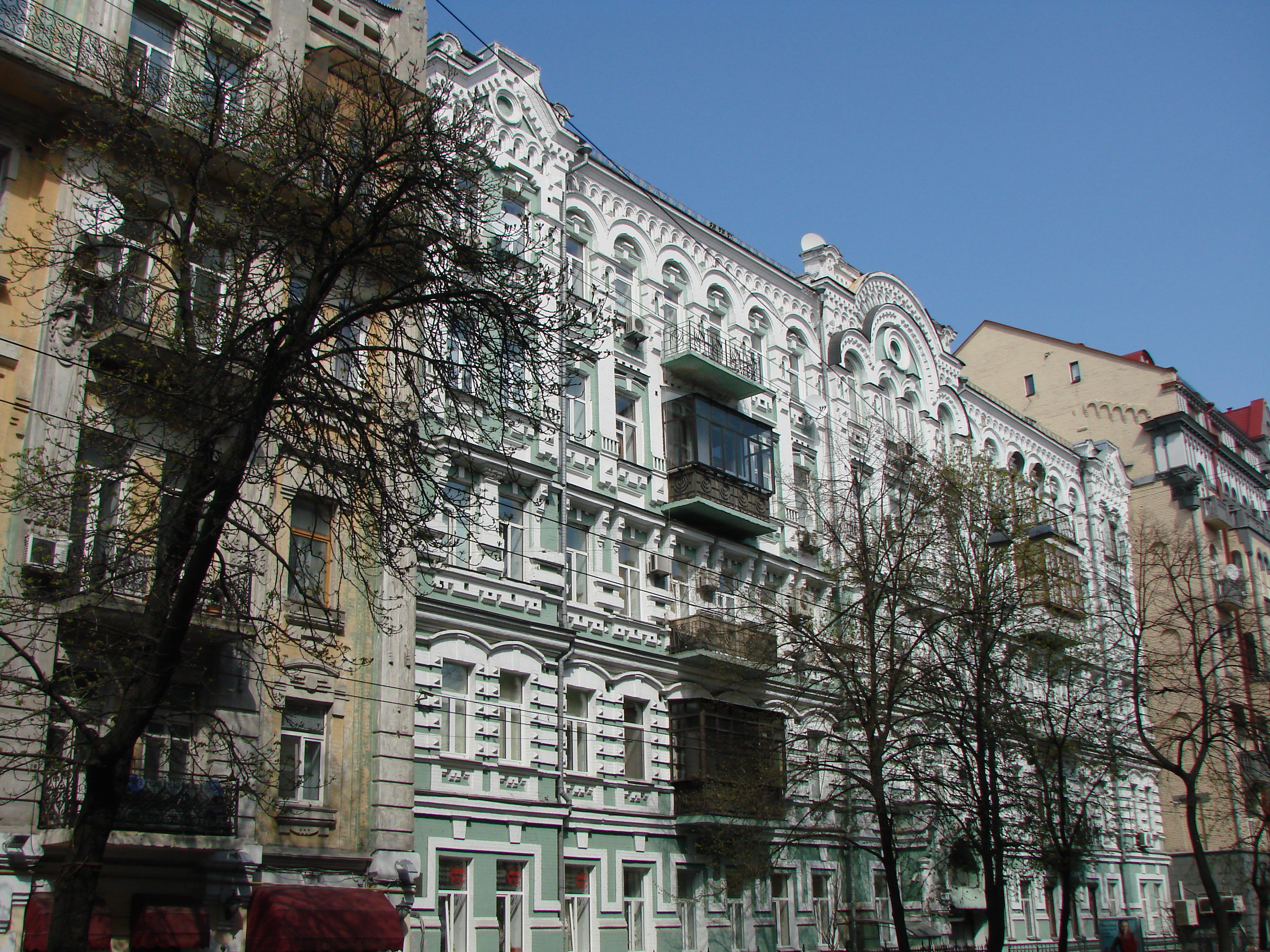
Будинок № 8 б
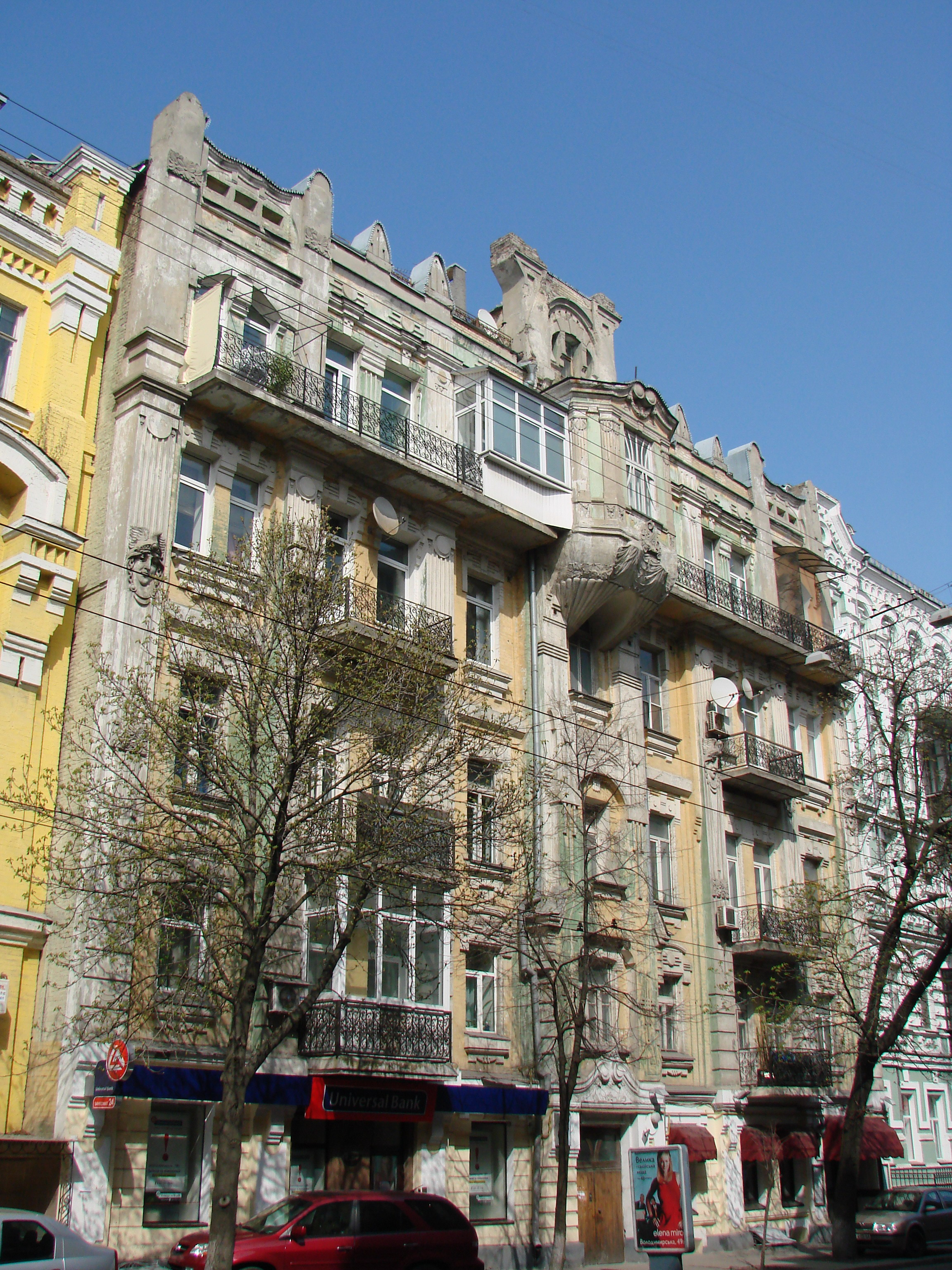
Будинок № 10
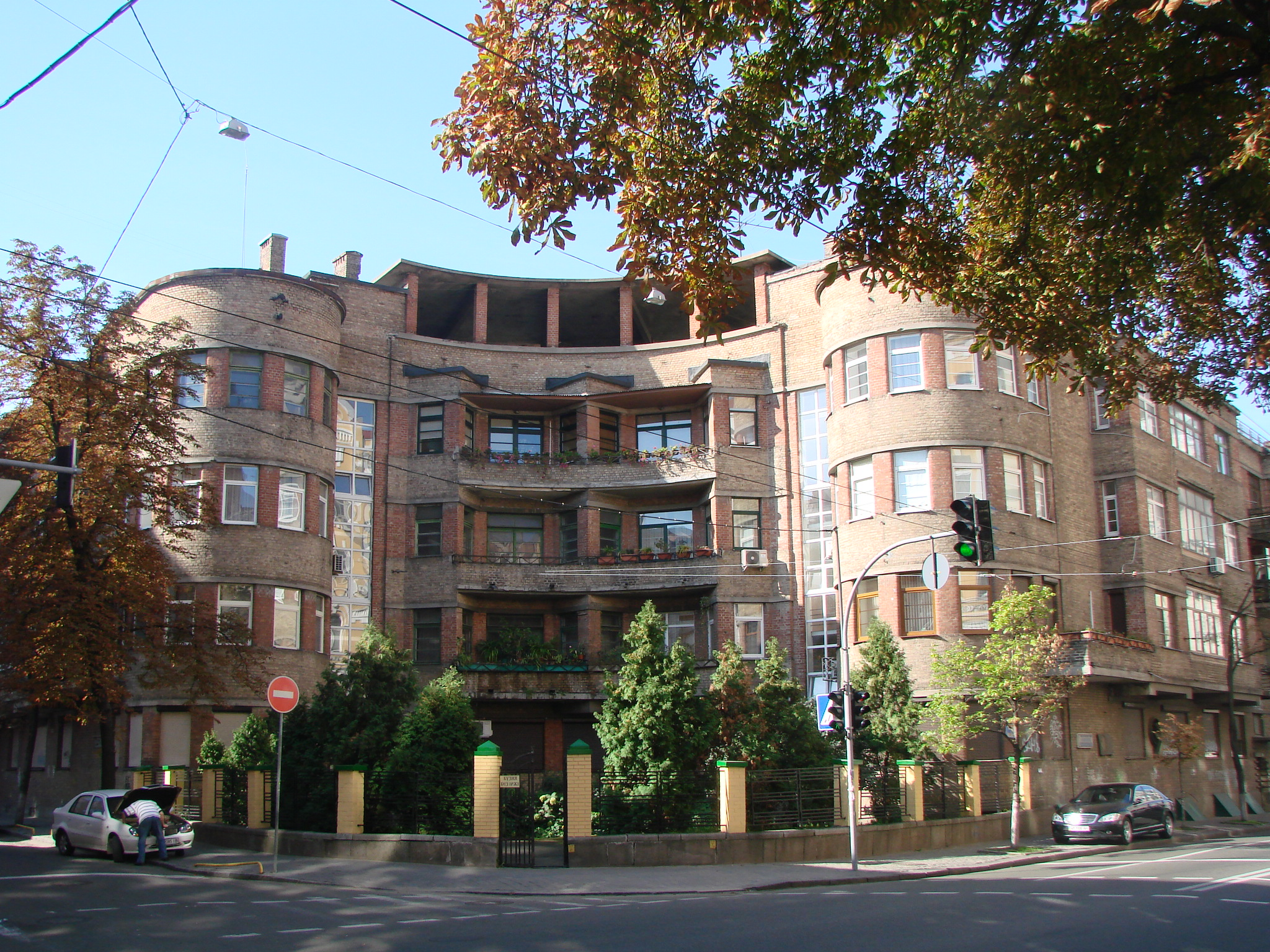
Будинок № 17/2
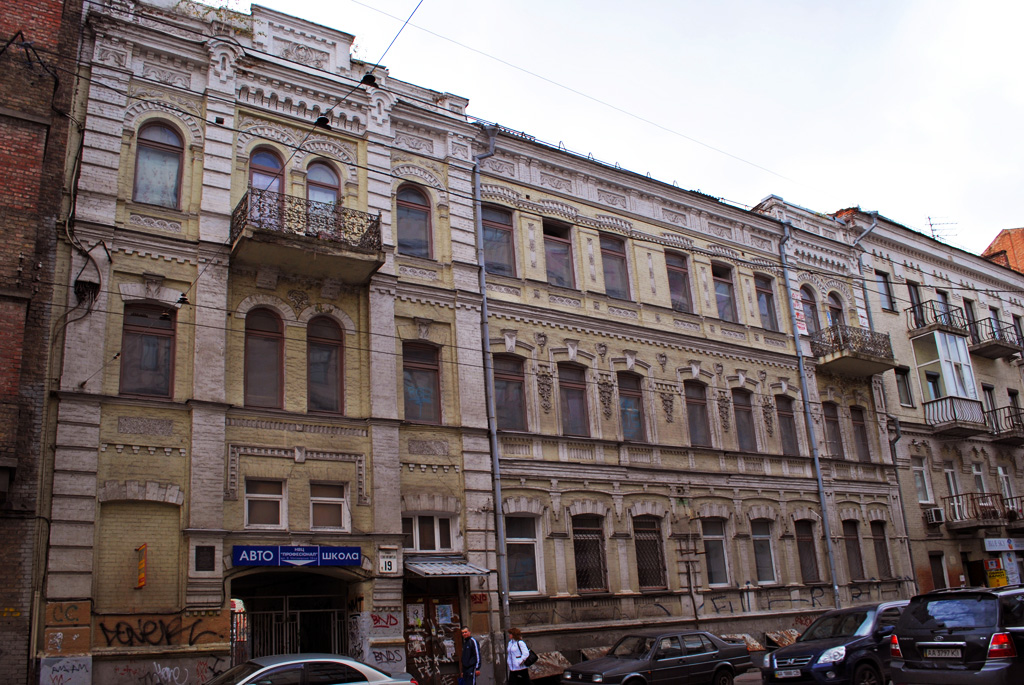
Будинок № 19
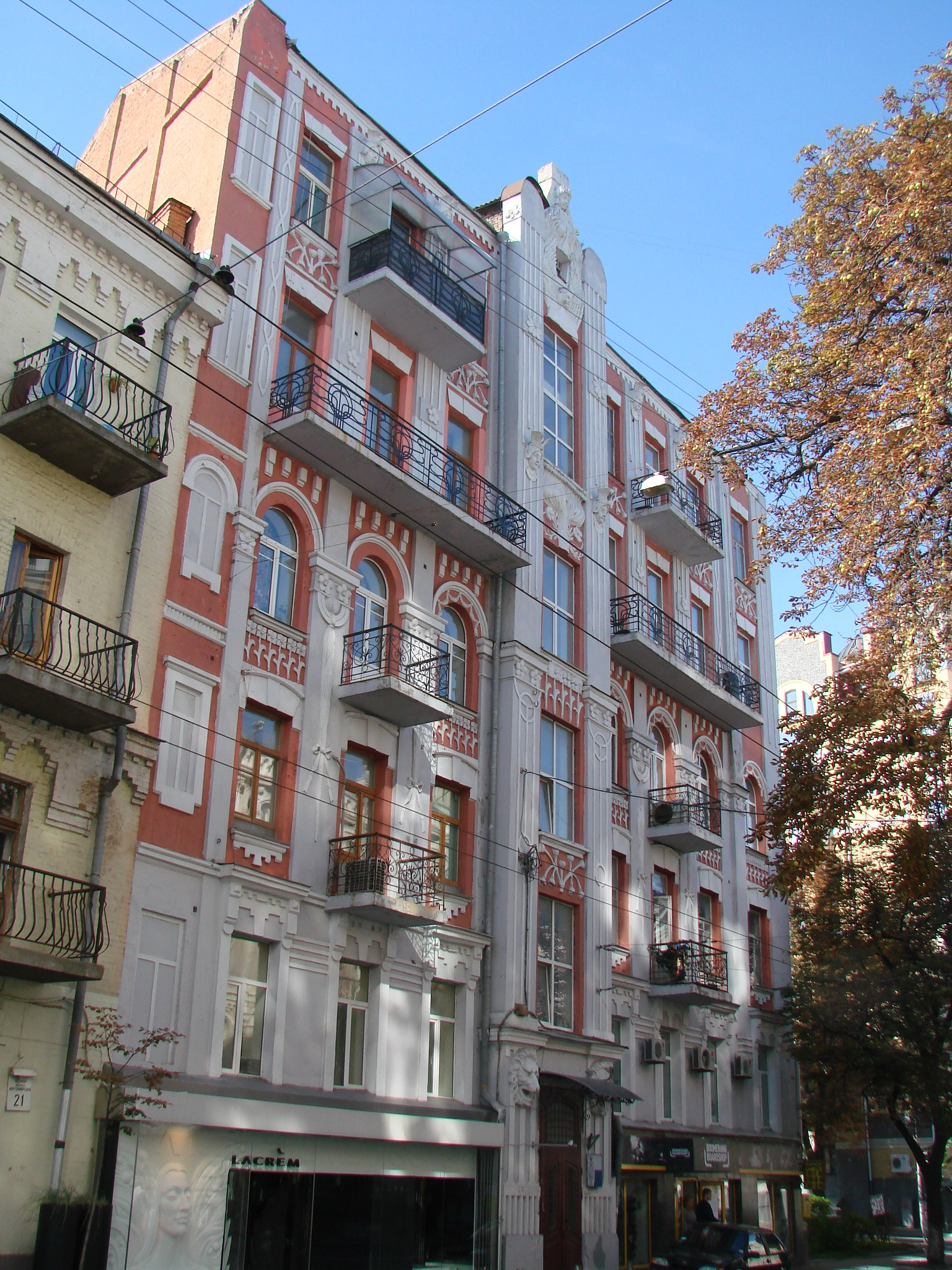
Будинок № 23
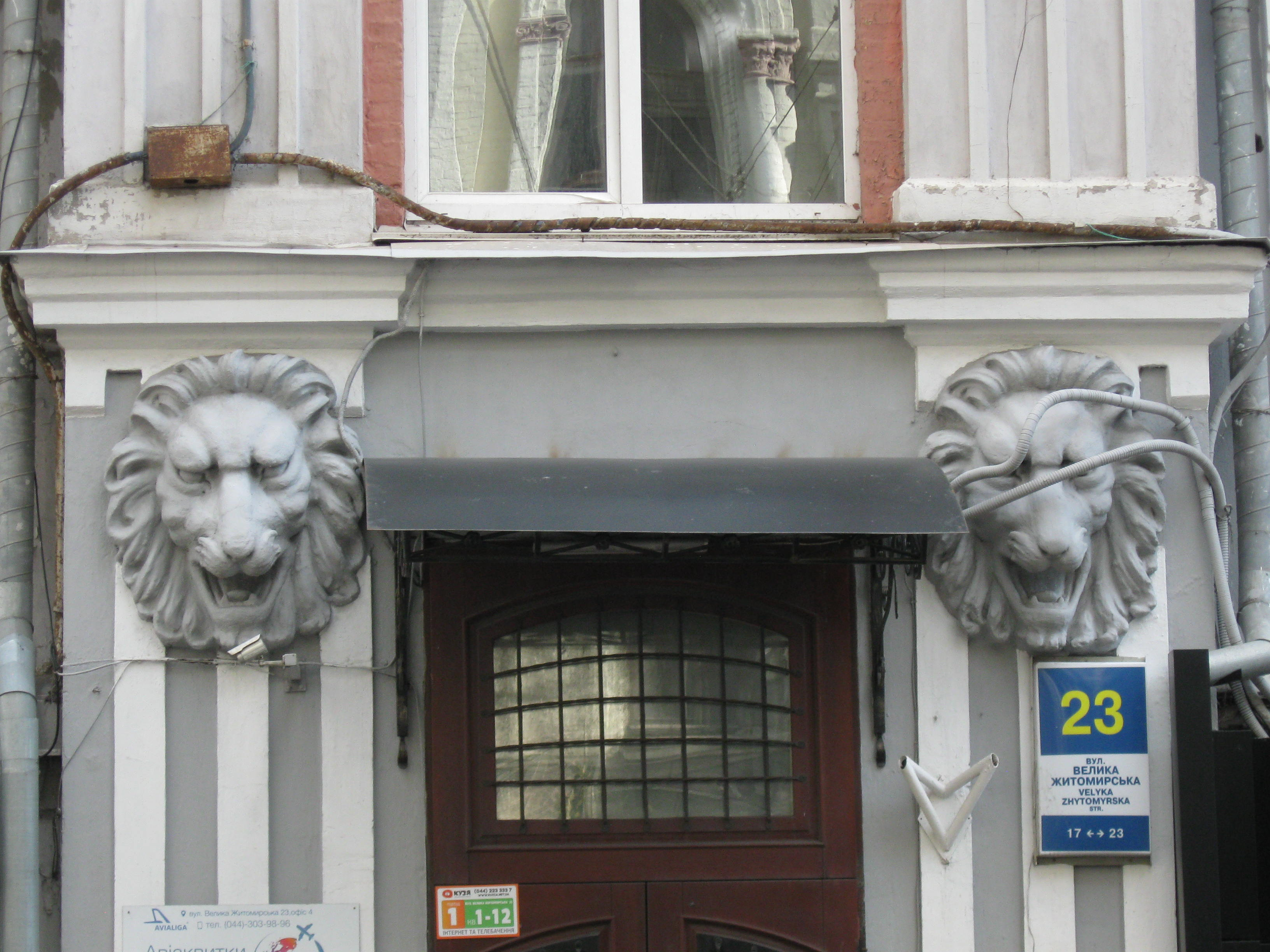
Портал будинку № 23 («будинок з левами»)
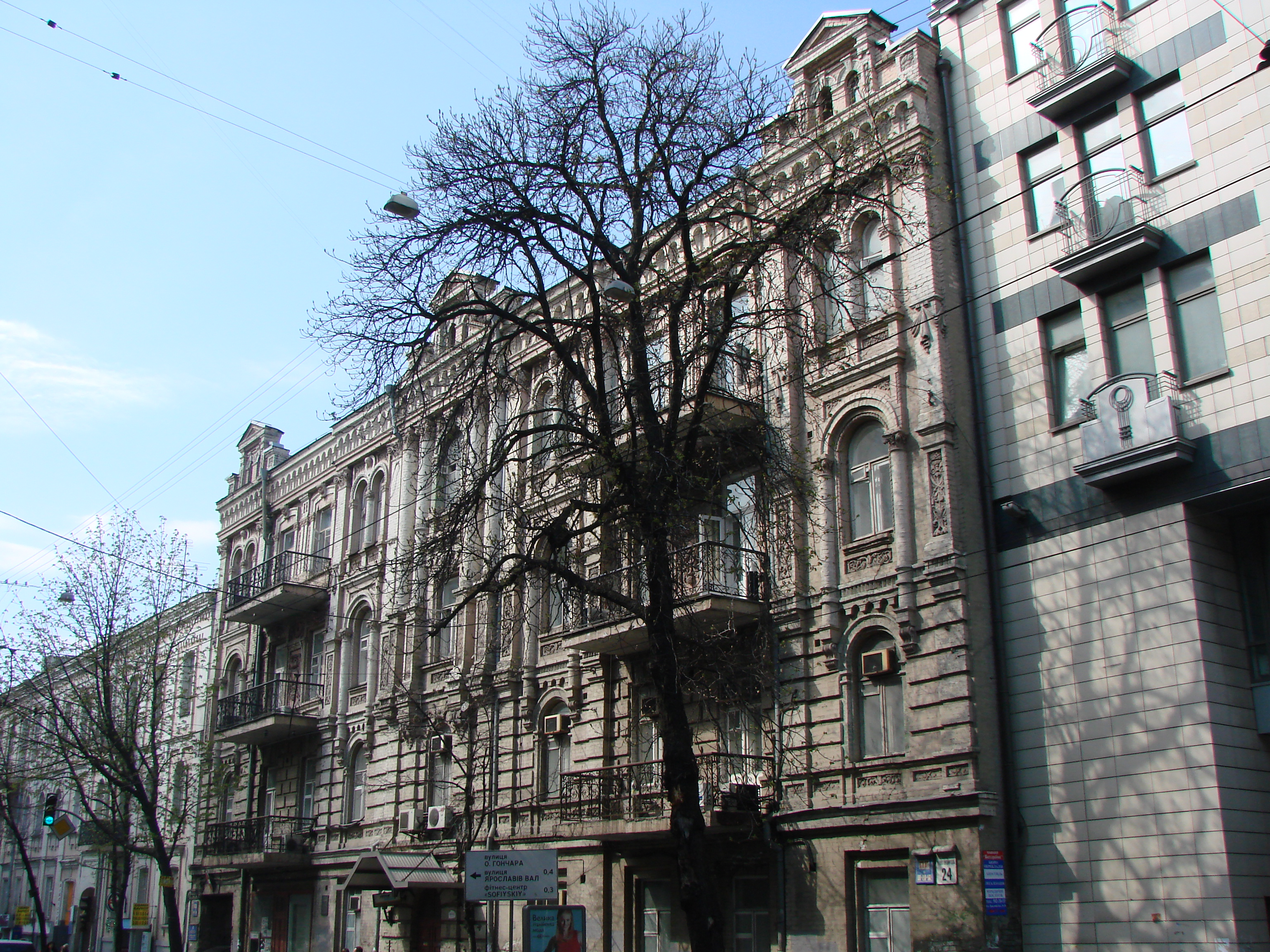
Будинок № 24 (Прибутковий будинок купця Семена Горенка)
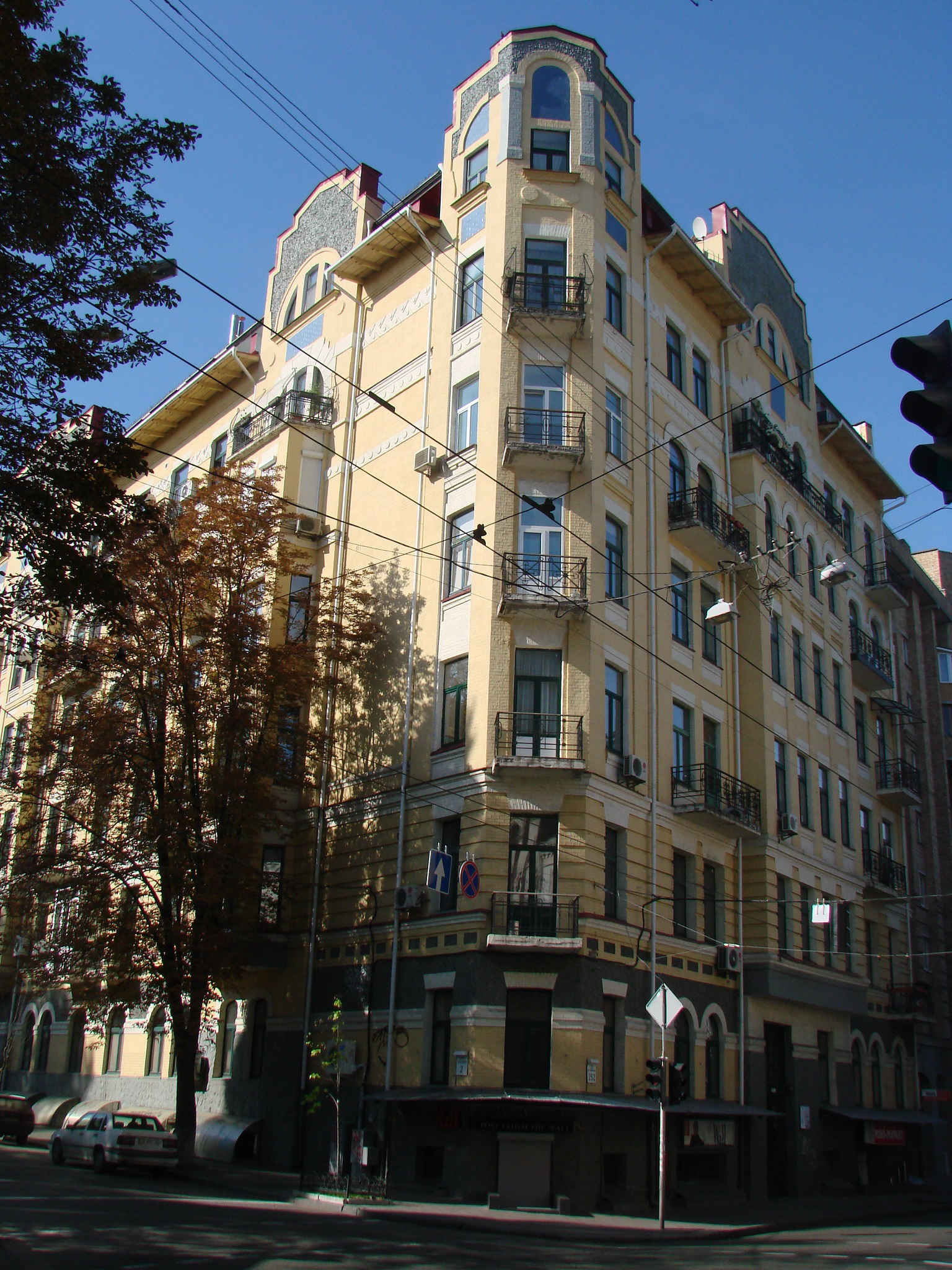
Будинок № 25/2
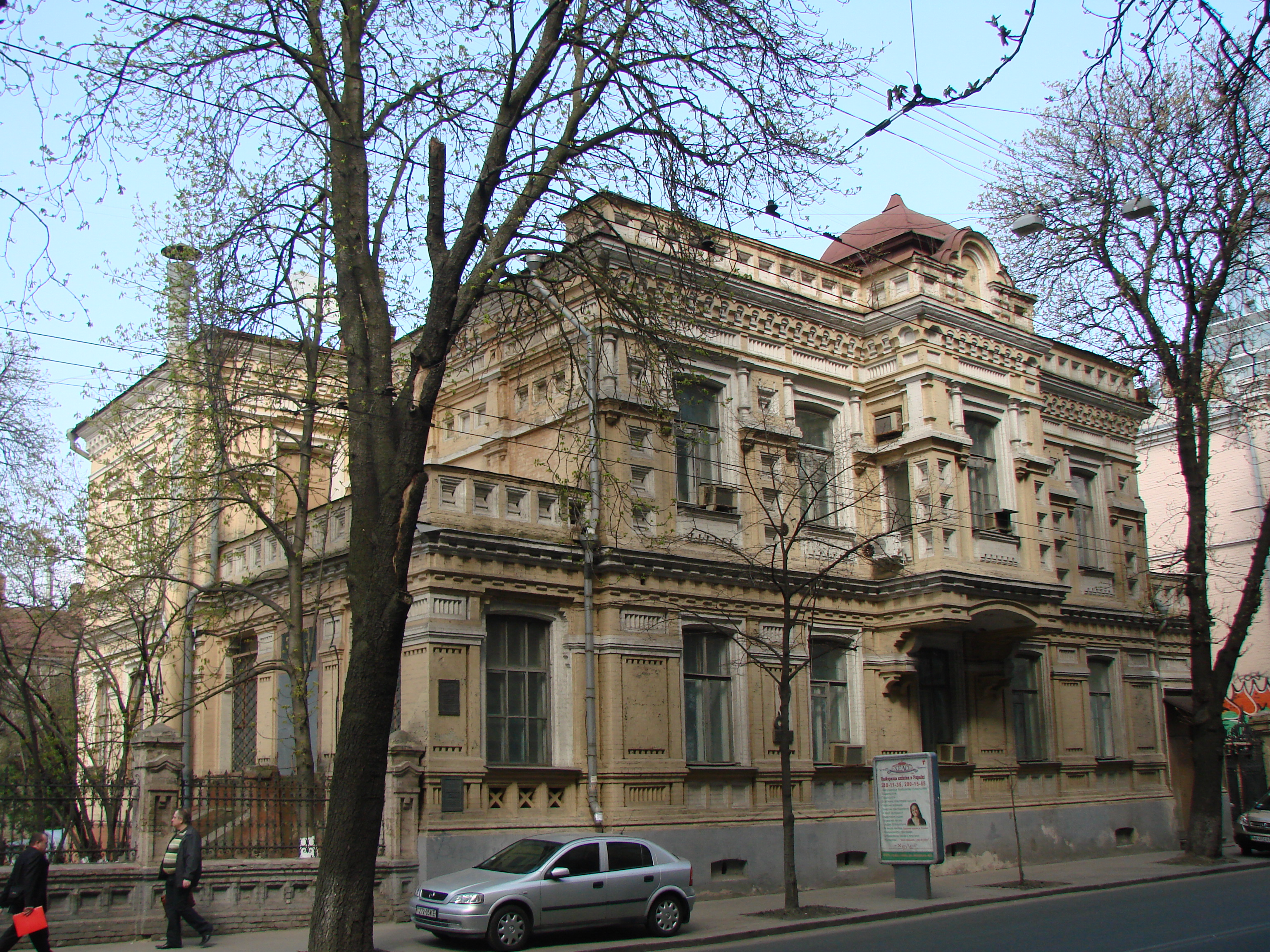
Будинок № 28
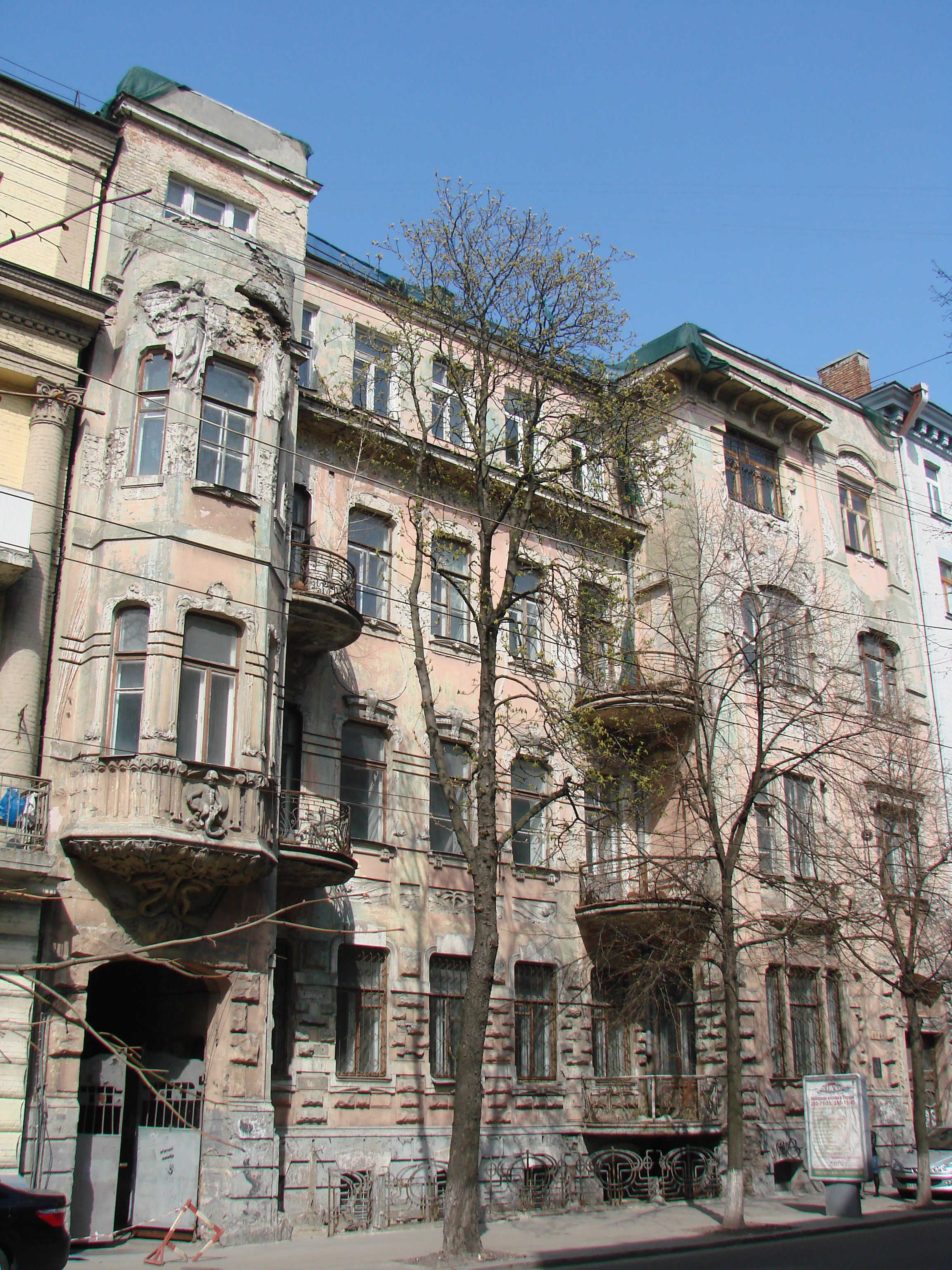
Будинок № 32
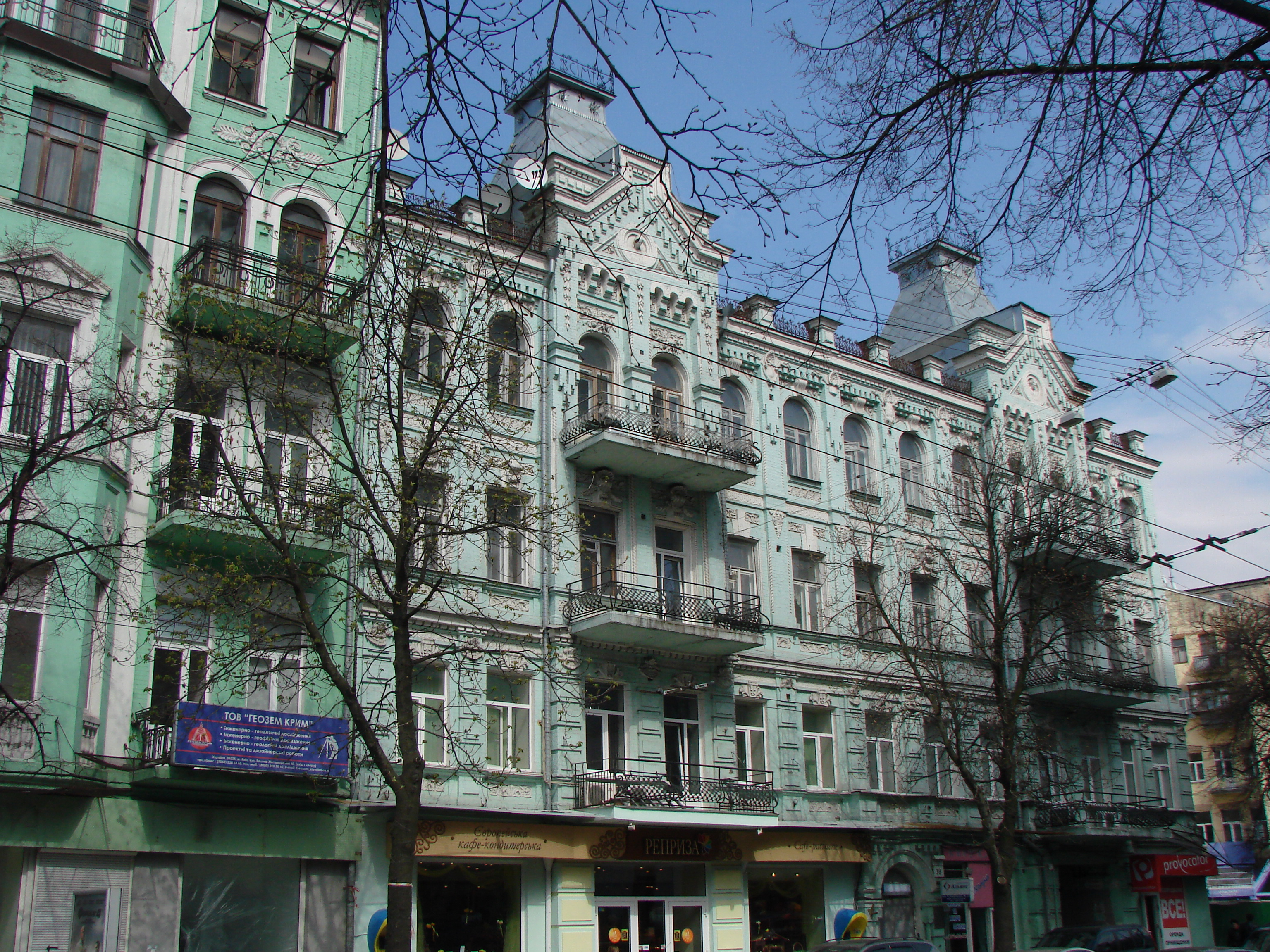
Будинок № 38
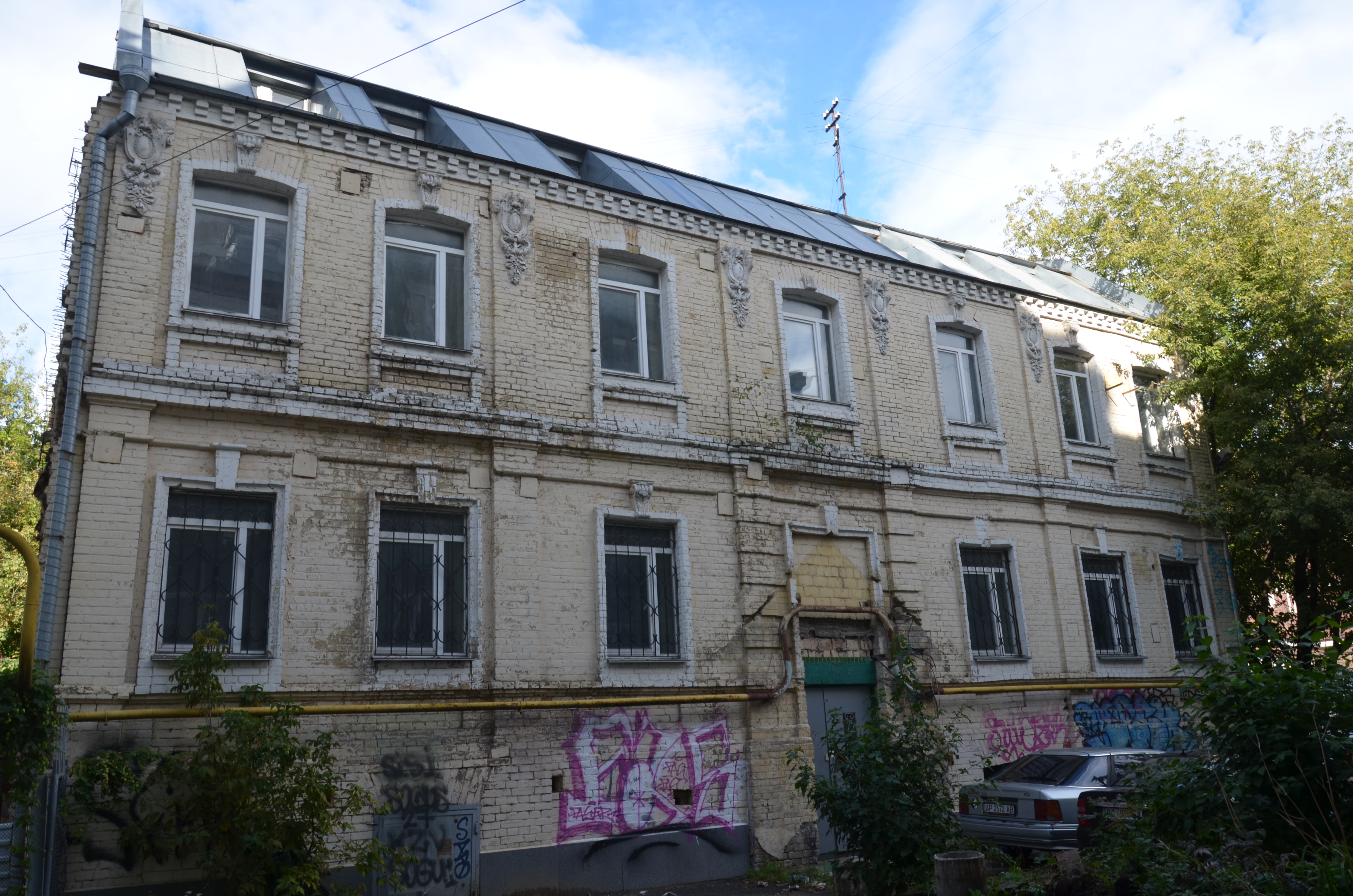
Флігель, вул. Велика Житомирська, 38Б
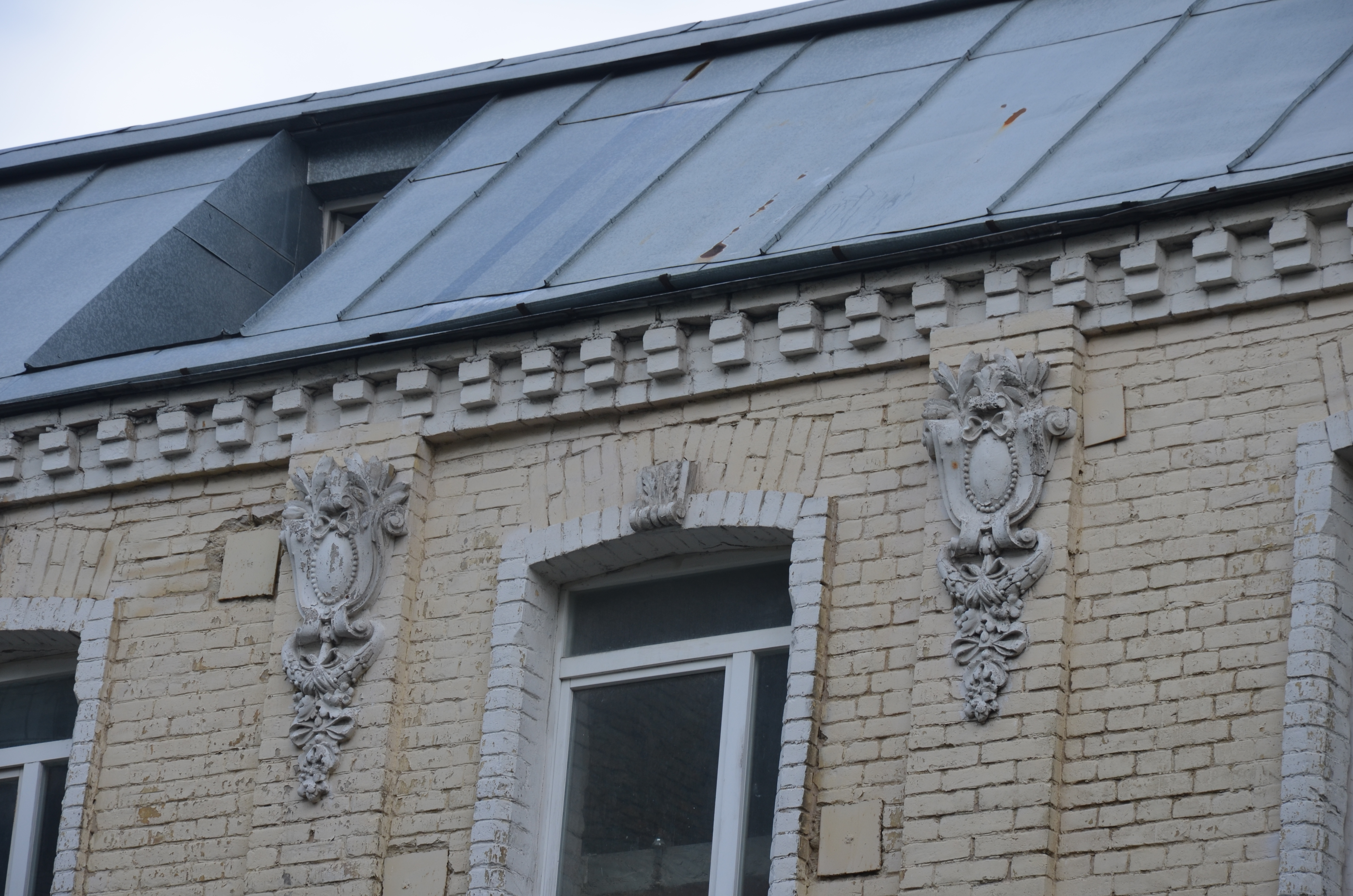
Флігель, вул. Велика Житомирська, 38Б - деталі фасаду
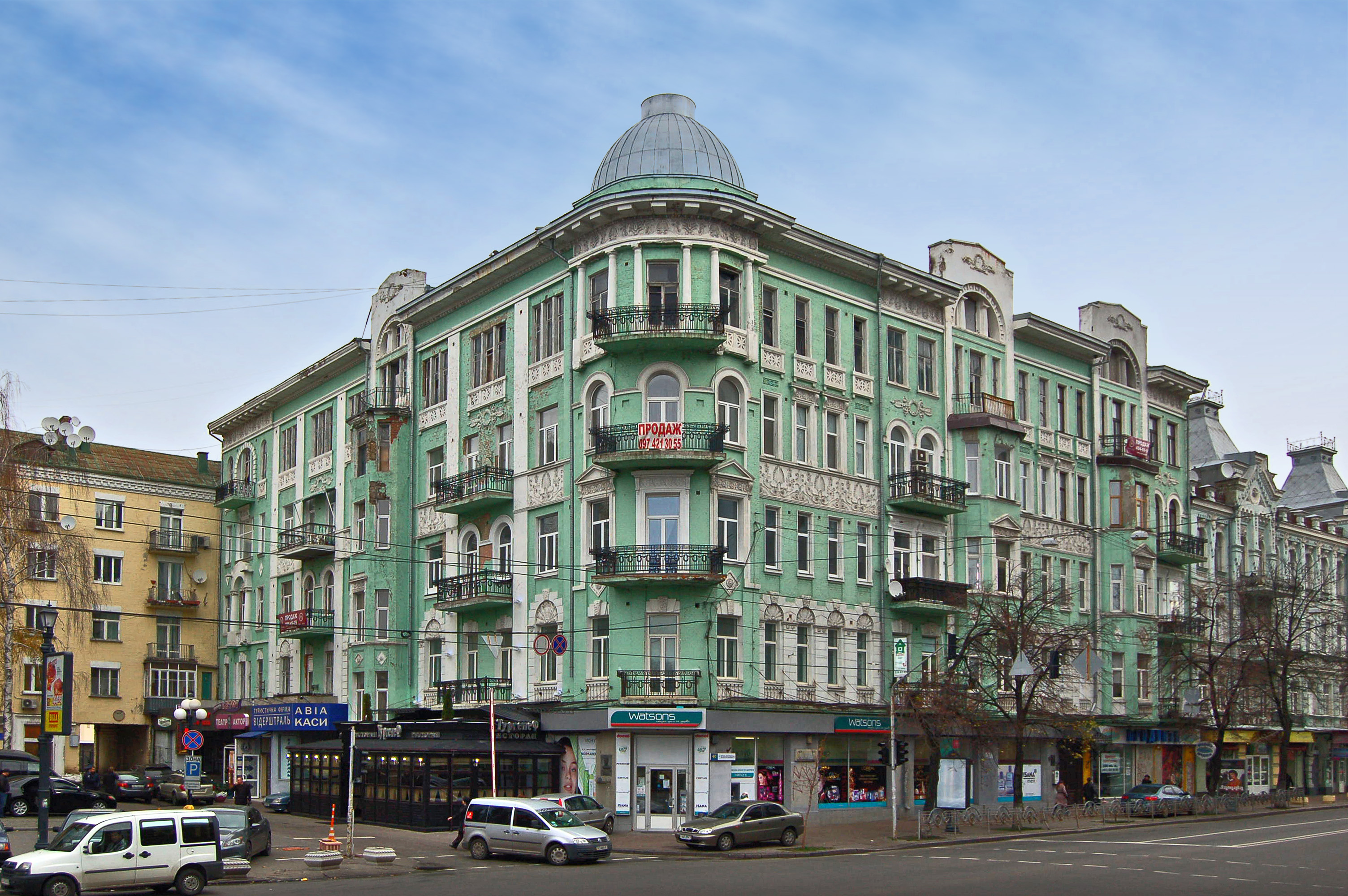
Будинок № 40
Фонтан «Перлина» біля будинку № 20
Мурал «Святий Юрій» (2014, автор — Олексій Бордусов) на торці будинку № 38

## Релігійні установи
На стику Великої Житомирської та Стрітенської вулиць знаходилася Стрітенська церква, зведена у 1861 році на місці дерев'яної церкви, збудованої у 1752 році. У 1930-ті роки храм було зруйновано. Нині там знаходиться каплиця Святого Серафима Саровського (ПЦУ) та провадиться відбудова церкви.
У будинку № 2 (колишнє реальне училище) у 1873 році був влаштований домовий храм Олександра Невського. У радянські часи тут було влаштовано спортзал, наприкінці XX століття храм храм було відновлено.
На місті будинку № 9 до початку 1870-х років розташовувалася церква Іоана Златоуста. 1902 року за проєктом єпархіального архітектора Євгена Єрмакова розпочалося спорудження будинку для Київського релігійно-просвітницького товариства. Водночас у східній частині будівлі було споруджено кам'яну церкву, що її було освячено при завершенні спорудження будинку, на честь Іоана Златоуста.

## Особистості
У реальному училищі (будинок № 2) навчався український революціонер-марксист Петро Запорожець. У будинку № 6 у 1919–1920 роках жив український композитор Кирило Стеценко, у будинку № 6/11 — культурний діяч, мистецтвознавець і археолог Адріян Прахов (1891–1896 роки).
У будинку № 8/14 на розі з Володимирською вулицею у різні часи мешкали народний артист СРСР професор Амвросій Бучма (1944–1957 роки), Герой Соціалістичної праці народний художник СРСР Василь Касіян (1944–1976 роки), український композитор, народний артист України Юлій Мейтус (1944–1997 роки), народний художник СРСР Микола Глущенко (1944–1977 роки), народний художник СРСР, скульптор Михайло Лисенко (1944—1959 роки), народний артист СРСР Юрій Шумський (1944–1954 роки).
У так званому «будинку лікаря» (№ 17) мешкала народна артистка УРСР Любов Гаккебуш (1938—1947 роки), у якої деякий час жив скульптор Іван Кавалерідзе — київська влада позбавила його службової квартири через перебування в Києві під німецькою окупацією. У тому ж будинку жив і його автор — український архітектор, професор Павло Альошин (1930–1961 роки). У будинку № 25/2 (не зберігся) провів юність російський поет Семен Надсон.
У будинку № 28 у 1923–1929 роках жив вчений-мікробіолог, академік Данило Заболотний, у будинку № 27 — психофізиолог Олександр Сковорода-Зачиняєв, у будинку № 40 — нейрохірург, академік Андрій Ромоданов (1941–1993 роки) та його син, нейрохірург Сергій Ромоданов, художники Віктор Васнецов і Михайло Нестеров. У будинку № 38 мешкав у 1901–1909 та 1921–1928 роках історик та нумізмат Василь Ляскоронський.

## Меморіальні дошки
- буд. № 6 — меморіальна дошка на честь композитора Кирила Стеценка (1882–1922), який мешкав у цьому будинку в 1919–1920 роках. Виготовлена з граніту за проєктом архітектора Валентини Шевченко, встановлена 13 жовтня 1965 року. Цікаво, що на момент встановлення на дошці була помилка — «1862» замість «1882». Пізніше помилку було виправлено.
- буд. № 6/11 — меморіальна дошка на честь культурного діяча, мистецтвознавця, археолога Адріяна Прахова (1846–1916), який мешкав у цьому будинку в 1891–1896 роках. Виготовлена у вигляді бронзового барельєфу за проєктом скульпторів Мар'яна Савельєва та Наталії Дерегус, відкрита у 1997 році.
- буд. № 8/14 — меморіальна дошка на честь народного артиста СРСР Амвросія Бучми (1891–1957), який жив у цьому будинку в 1944–1957 роках. Виготовлена з граніту і бронзи за проєктом скульптора Андрія Шапрана та архітектора Валентини Корнеєвої. Відкрита 14 березня 1962 року.
- буд. № 8/14 — меморіальна дошка на честь народного художника СРСР Миколи Глущенка, який жив у цьому будинку в 1944–1977 роках. Виготовлена у вигляді бронзового барельєфу за проєктом скульптора Бориса Довганя та архітектора Флоріана Юр'єва. Відкрита у 1984 році.
- буд. № 8/14 — меморіальна дошка на честь народного художника СРСР Василя Касіяна, який жив і працював у цьому будинку в 1944–1976 роках. Виготовлена у вигляді бронзового горельєфу, роботи скульптора Олександра Ковальова, відкрита 30 червня 1977 року.
- буд. № 8/14 — меморіальна дошка на честь народного художника СРСР Михайла Лисенка (1906–1972), який жив і працював у цьому будинку в 1944–1959 роках. Виготовлена у вигляді бронзового горельєфу за проєктом скульптора Богдана Лисенка та архітектора Юрія Чеканюка. Відкрита 28 жовтня 1986 року.
- буд. № 8/14 — меморіальна дошка на честь композитора Юлія Мейтуса, який жив і працював у цьому будинку в 1944–1997 роках. Виготовлена у вигляді бронзового барельєфу за проєктом скульптора Євгена Карпова. Відкрита у 2003 році.
- буд. № 8/14 — меморіальна дошка на честь народного артиста СРСР Юрія Шумського (1887–1954), який жив у цьому будинку в 1944–1954 роках. Виготовлена М. О. Бабичем у вигляді гранітного барельєфу за проєктом скульптора Івана Кавалерідзе та архітектора Раїси Бикової. Відкрита 19 січня 1965 року.
- буд. № 17 — меморіальна дошка на честь архітектора Павла Федотовича Альошина (1881–1961), який проживав у цьому будинку в 1930–1961 роках. Виготовлена у вигляді бронзового горельєфу за проєктом скульптора В'ячеслава Клокова та архітектора Анатолія Ігнащенка. Відкрита 21 січня 1982 року.
- буд. № 17 — меморіальна дошка на честь народної артистки УРСР Любові Гаккебуш (1888–1947). Виготовлена у вигляді гранітного барельєфу за проєктом скульптора Івана Кавалерідзе та архітектора Раїси Бикової. Відкрита 3 червня 1970 року.
- буд. № 28 — меморіальна дошка на честь вченого-мікробіолога, академіка Данила Заболотного (1866–1929), який мешкав у цьому будинку в 1928–1929 роках. Першу мармурову дошку роботи Ісроеля Шмульсона відкрито 10 жовтня 1955 року. У 1973 році її замінено на барельєф з мармуру та бронзи, виготовлений за проєктом скульптора Костянтина Годуляна та архітектора Анатолія Сницарева.
- буд. № 40 — меморіальна дошка на честь нейрохірурга, академіка Андрія Ромоданова, який жив і працював у цьому будинку в 1941–1993 роках. Виготовлена у вигляді бронзового барельєфу за проєктом скульптора Олександра Скоблікова, відкрита у 1995 році.

Меморіальна дошка на будинку № 6а
Меморіальна дошка на будинку № 8/14
Меморіальна дошка на будинку № 17
Меморіальна дошка на будинку № 17
Меморіальна дошка на будинку № 28
Меморіальна дошка на будинку № 40

### Втрачені меморіальні дошки
- буд. № 2 — меморіальна дошка на честь революціонера Петра Запорожця (1873—1905), який вчився у цьому будинку в 1886—1891 роках. Бронзовий бюст роботи скульптора Олександра Скоблікова та архітектора Анатолія Ігнащенка було відкрито 18 січня 1974 року. Втрачено, ймовірно, у 1990-х роках під час реставрації будинку.

Меморіальна дошка на будинку № 2 (демонтована)